# Internationale Bouworde
De Internationale Bouworde is een internationale vereniging naar Belgisch recht die vrijwilligersprojecten organiseert in voornamelijk Oost-Europa. Het is een koepelorganisatie met leden in verschillende Europese landen waaronder een vzw in Vlaanderen en een stichting in Nederland. Haar zetel is gevestigd in Leuven, België.

## Doelstelling
Het doel van de Internationale Bouworde (IBO) is projecten te realiseren voor mensen die, ongeacht hun ras, nationaliteit of wereldbeschouwing, hulp nodig hebben. Deze hulpverlening gebeurt door vrijwilligers, die voor kortere of langere tijd (meestal) handenarbeid op bouwprojecten verrichten.
Door de samenwerking van vrijwilligers van verschillende nationaliteit en door het samenleven van deze vrijwilligers met mensen in een ander land, wil de Internationale Bouworde meehelpen voorwaarden te scheppen voor een werkelijke vrede tussen mensen en volkeren. Deze activiteiten acht de Internationale Bouworde bovendien van grote vormende waarde voor de vrijwilligers zelf, en voor al degenen die, direct of indirect, bij de hulpprojecten zijn betrokken.

## Hulpverlening
Huisvesting is een van de primaire behoeften. Veelal betreft de hulp van de Internationale Bouworde huisvesting van organisaties, die kansarmen helpen: instellingen voor gehandicapte kinderen, bejaardencentra en weeshuizen, tehuizen voor daklozen. Hierbij komt een gebouw - of de verandering daarvan - ten goede aan velen. In meer incidentele gevallen worden particulieren direct geholpen. In alle gevallen kiest de Internationale Bouworde voor hulp door middel van het werk van vrijwilligers. Dat spaart veel kosten en past in de overtuiging van de Internationale Bouworde: dienstbaarheid als beginsel voor een betere wereld.

## Geschiedenis
De oprichting van de Internationale Bouworde in 1947 door de Norbertijn pater Werenfried van Straaten was een antwoord op de grote noden van de Katholieke Kerk in Europa kort na de Tweede Wereldoorlog.
In de beginjaren werd er vooral gewerkt in West-Duitsland, maar ook op kleine schaal op het landsgebied van de DDR, om de vluchtelingen uit de verloren oostelijke Duitse provincies te voorzien van een nieuw huis. Later ging er ook steun naar de kerken in Oost-Europa, tegen het communisme in. Eind jaren 50 werden ook elders in Europa projecten en ontwikkelingshulpprogramma's uitgevoerd, maar later ook in Afrika en Zuid-Amerika.
Op dit ogenblik zijn er leden in Vlaanderen, Nederland, Italië, Duitsland, Oostenrijk, Zwitserland, Tsjechië, Slowakije en is er een nauw contact met Polen. Frankrijk verliet het netwerk rond 2002.

## Bouworde Vlaanderen
Bouworde Vlaanderen heeft haar zetel in Leuven. Zij is in de loop der tijd geëvolueerd naar een (erkende landelijke) jeugdvereniging en heeft daarom de vorming van jongeren als doelstelling. Het middel daartoe is, in de geest van de Internationale Bouworde, nog steeds vrijwilligerswerk. Op deze manier wil Bouworde de jongeren confronteren met en laten werken aan kansarmoede en andere sociale problemen. Haar aanbod is ook breder dan pure bouwprojecten, er worden ook sociale en ecologisch geïnspireerde bouwkampen aangeboden. Het aanbod is gespreid over Europa, Afrika, Azië en Latijns-Amerika.

## Stichting Bouworde Nederland
De Nederlandse organisatie, Stichting Bouworde Nederland, zetelt in Nijmegen. Voor de bekostiging van de activiteiten doet Bouworde Nederland een beroep op donateurs en sponsors. Bouworde Nederland is in het bezit van het CBF-Keur voor goede doelen.

## Projecten
Voor hulp van de Internationale Bouworde-vrijwilligers komen projecten in aanmerking:
- Die betrekking hebben op het woon- en leefmilieu en waarbij de sociale noodzaak van het project duidelijk is;
- Waarbij aantoonbaar is dat het project niet of slechts zeer moeilijk op een andere wijze gerealiseerd kan worden (financiële noodzaak);
- Waarbij, zeker als het een nieuw initiatief betreft, de levensvatbaarheid van het project duidelijk gemaakt kan worden (exploitatie-begroting);
- Waarbij de aard en omvang van de te verrichten werkzaamheden zich voor een inschakeling van vrijwilligers lenen.

De Internationale Bouworde is lid van het Coordinating Committee for International Voluntary Service (CCIVS), verbonden aan UNESCO. In 1972 ontving de Internationale Bouworde de Albert Schweizerprijs voor "haar toewijding aan broederlijkheid, liefde en solidariteit tussen de mensen".